# Municipio de Bogus Brook
El municipio de Bogus Brook (en inglés: Bogus Brook Township) es un municipio ubicado en el condado de Mille Lacs en el estado estadounidense de Minnesota. En el año 2010 tenía una población de 1421 habitantes y una densidad poblacional de 15,14 personas por km².

## Geografía
El municipio de Bogus Brook se encuentra ubicado en las coordenadas 45°41′52″N 93°34′41″O / 45.69778, -93.57806. Según la Oficina del Censo de los Estados Unidos, el municipio tiene una superficie total de 93.84 km², de la cual 92,8 km² corresponden a tierra firme y (1,11 %) 1,04 km² es agua.

## Demografía
Según el censo de 2010, había 1421 personas residiendo en el municipio de Bogus Brook. La densidad de población era de 15,14 hab./km². De los 1421 habitantes, el municipio de Bogus Brook estaba compuesto por el 98,38 % blancos, el 0,14 % eran afroamericanos, el 0,28 % eran amerindios, el 0,07 % eran asiáticos, el 0,07 % eran isleños del Pacífico y el 1,06 % eran de una mezcla de razas. Del total de la población el 0,49 % eran hispanos o latinos de cualquier raza.